# Olmo de los ahorcados

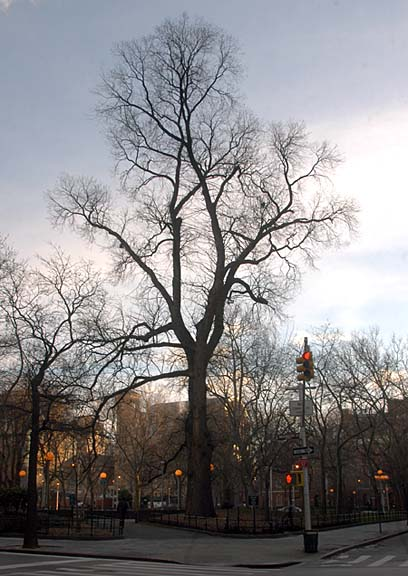
El Olmo de los ahorcados

El Olmo de los ahorcados (Hangman's Elm, o The hanging Tree) es un olmo ubicado en la esquina noroeste de Washington Square Park, en Manhattan, Nueva York (Estados Unidos). Tiene 33,52 metros de altura y un diámetro de 1,42 metros.
En 1989, el Departamento de Parques y Recreación de la Ciudad de Nueva York determinó que este olmo tenía 310 años, por lo que es el árbol más antiguo conocido en Manhattan. Ha sobrevivido a otros famosos árboles de la ciudad como el peral de Peter Stuyvesant, en la esquina noreste de la calle 13 con la Tercera Avenida; y el gran Liriodendron tulipifera de Shorakapkok, en Washington Heights.
Las primeras referencias al olmo como "árbol de los ahorcados" datan de finales del siglo XIX, mucho después de que los supuestos ahorcamientos hubieran tenido lugar. Recientes y extensas investigaciones en la historia del parque llevadas a cabo por más de un historiador
 han demostrado que el árbol estaba en una finca privada hasta que la tierra fue comprada por la ciudad y agregada a Washington Square en 1827. No existen registros públicos de ahorcamientos en este árbol.
La única ejecución registrada en esta área (no en el árbol) fue la de Rose Butler, en 1820, por un incendio provocado. Fue colgada de una horca en el cementerio que existía donde se ubica el actual Washington Square, en el margen oriental del arroyo Minetta, a unos 150 metros del olmo; en aquel entonces el arroyo Minetta corría por un barranco poco profundo entre el cementerio y la granja donde el olmo estaba.

### En inglés
- English Elm or 'Hangman's Tree' at Northwest Corner - Southeast View
- Washington Square Park Phase 1A Archaeological Survey (pdf: Loads slowly)
- Hangman's Tree Deserves New Name and More Help

- Datos: Q1407769